# Muntanyes Pocono
Les muntanyes Pocono, comunament conegudes com els Poconos (/ˈpoʊkəˌnoʊz/), són una regió geogràfica, geològica i cultural al nord-est de Pennsilvània. Tenen vista sobre el riu Delaware i la bretxa d'aigua de Delaware a l'est, el llac Wallenpaupack al nord, la vall de Wyoming i la regió del carbó a l'oest i la vall de Lehigh al sud. El nom Pocono es deriva de la paraula Munsee Pokawachne, que significa rierol entre dos turons.
Gran part de la regió de Poconos es troba a l'àrea estadística combinada de Nova York–Newark, NY–NJ–CT–PA. Els turons i les valls boscoses han estat durant molt de temps una àrea d'esbarjo popular, accessible en dues hores amb cotxe per a milions de residents de l'àrea metropolitana, amb moltes comunitats de Pocono amb hotels turístics amb instal·lacions de pesca, caça, esquí i altres esports.
Tot i que normalment es coneix com una serralada, l'àrea és en realitat un altiplà, una subsecció de l'altiplà més gran d'Allegheny, que forma una escarpa de 6.200 km².

## Població
Les muntanyes Pocono són una destinació recreativa popular per als visitants locals i regionals. Tot i que la zona ha estat durant molt de temps una destinació turística popular, moltes comunitats han vist un augment de la població, especialment les comunitats del comtat de Monroe i el comtat de Pike. La regió té una població d'uns 340.300 habitants, que està creixent a un ritme ràpid. Els Poconos ara serveixen com a comunitat de viatgers per a la ciutat de Nova York i el nord de Jersey. El desplaçament als llocs de treball sovint triga fins a dues hores en cada sentit a causa del trànsit.
La regió inclou tres municipis principals: Stroudsburg, East Stroudsburg i Mount Pocono. Les tres ciutats i els municipis circumdants es troben al comtat de Monroe, Pennsilvània, on la població és de 165.058 habitants, aproximadament la meitat dels quals es troba als Poconos.

## Municipis i comunitats
Les muntanyes Pocono del nord-est de Pennsilvània es divideixen en sis regions: la regió muntanyenca, la regió dels llacs, la regió del riu Delaware, la regió del riu Delaware superior, la vall de Wyoming i la regió del congost del riu Lehigh.

##### Regió de muntanya
Situats a Monroe, Luzerne County, al sud de Lackawanna i als comtats de Carboni del nord:
- Albrightsville
- Municipi de Barrett
- Bartonsville
- Bear Creek
- Blakeslee
- Canadensis
- Municipi de Chestnuthill
- Municipi de Coolbaugh
- Drifton
- Delaware Water Gap
- Costa Est
- East Stroudsburg
- Municipi de Foster
- Terra lliure
- Gouldsboro
- Henryville
- Municipi de Jackson
- Jim Thorpe
- Jonas, Pennsilvània
- Municipi de Kidder
- Kunkletown
- Llac Harmonia
- Municipi de Lausana
- Estany Llarg
- Marshalls Creek
- Municipi de Middle Smithfield
- Mont Pocono
- Mountainhome
- Municipi de Packer
- Municipi del Paradís
- Municipi de Penn Forest
- Penn Lake Park
- Llac Pocono
- Pocono Pines
- Cimera Pocono
- Municipi de Pocono
- Municipi de Preu
- Reeders
- Municipi de Smithfield
- Saylorsburg
- Scotrun
- Stroudsburg
- Municipi de Stroud
- Municipi de Thornhurst
- Weatherly
- White Haven
- Swiftwater
- Tannersville
- Tobyhanna

##### Regió dels llacs

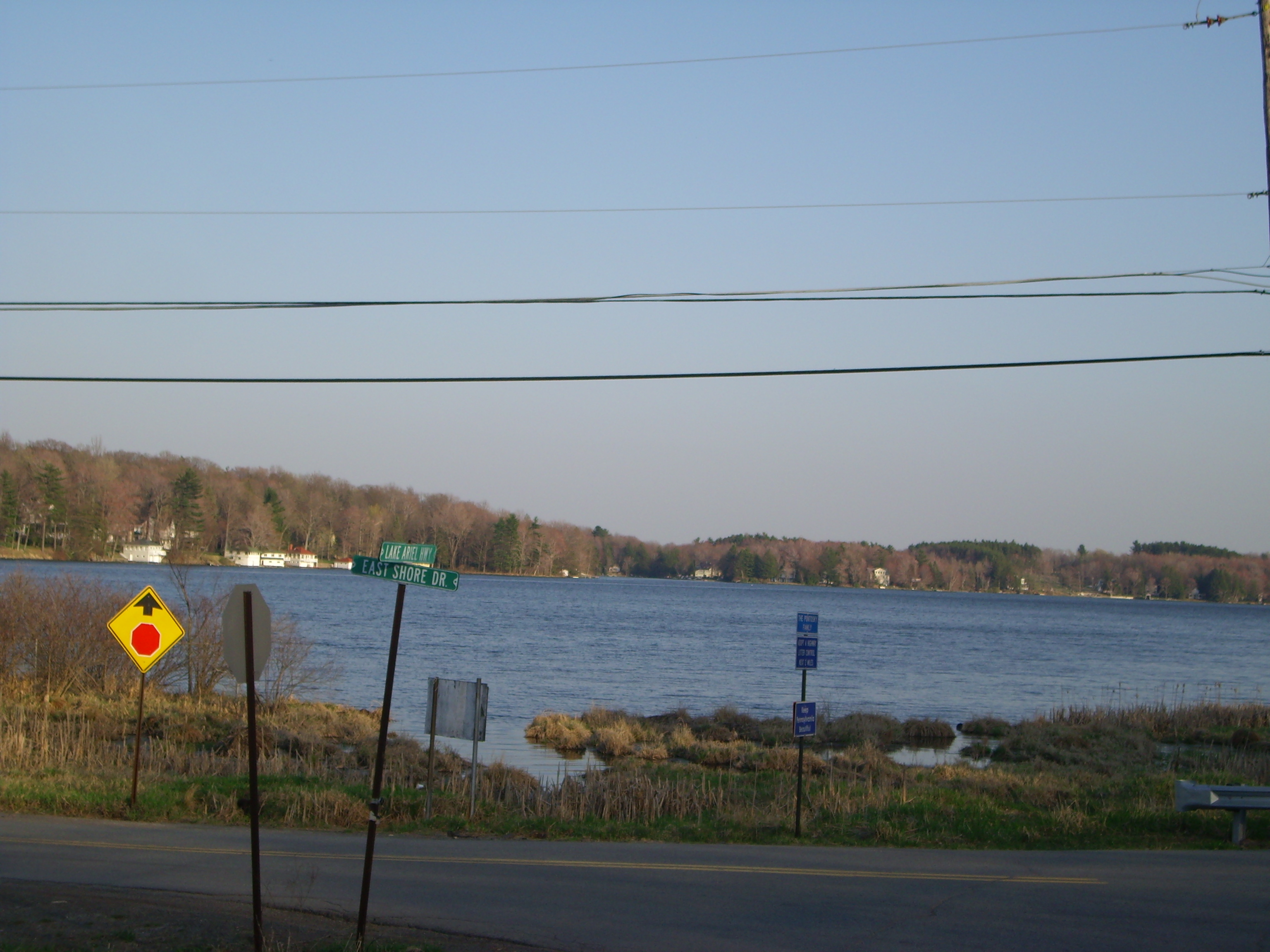
Llac Ariel al municipi de Salem

Situat als comtats de Pike i Wayne:
- Gouldsboro
- Hawley
- Honesdale
- Lakeville
- Llac Ariel
- Terranova
- Tafton
- Cascades Tanners

##### Regió del riu Delaware

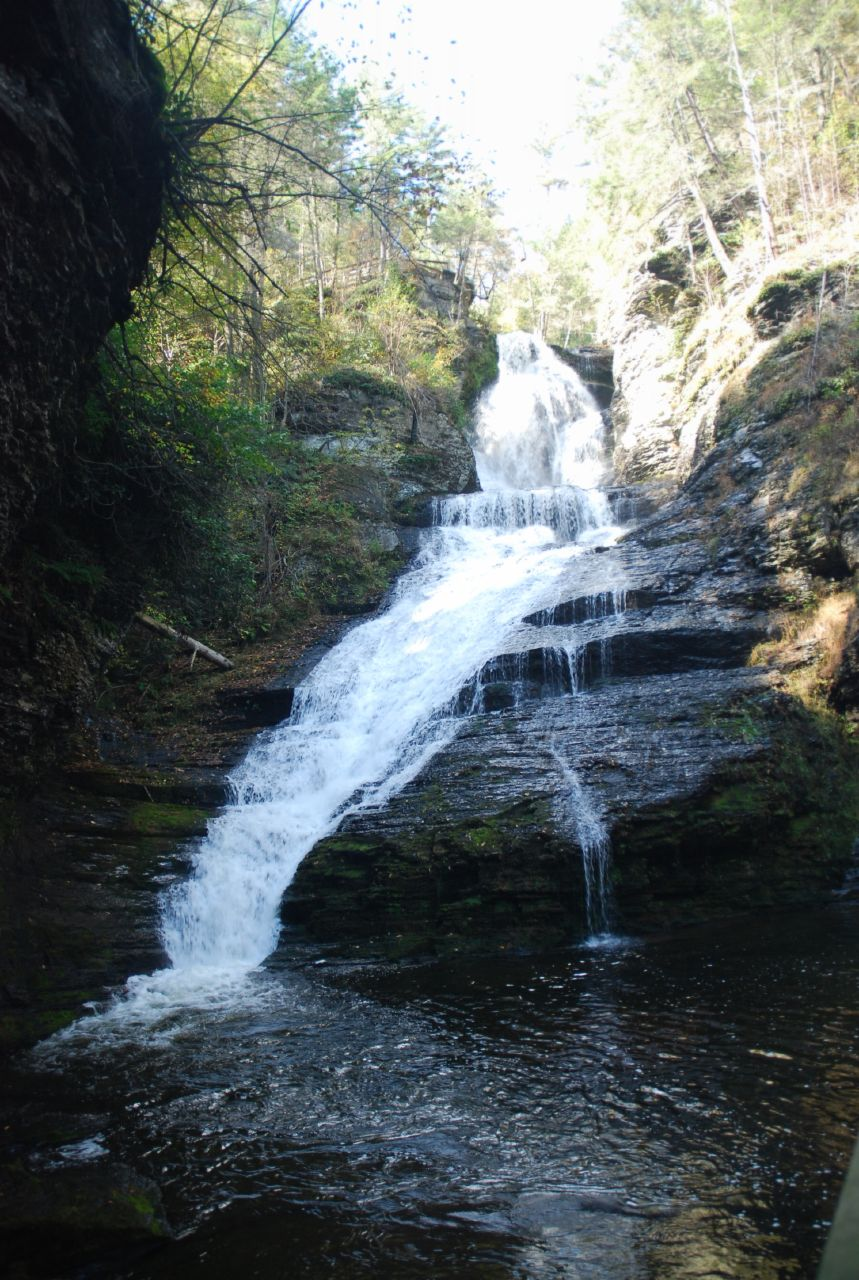
Dingmans Falls al municipi de Delaware

Situats als comtats de Monroe i Pike:
- Eshback
- Milford
- Bushkill

##### Regió del riu Upper Delaware
Situat als comtats de Pike i Wayne:
- Greeley
- Lackawaxen
- Shohola

##### Vall de Wyoming
Situat al comtat de Luzerne:
- Cim de la muntanya
- Municipi de Dennison
- Ashley
- Kingston
- Fort quaranta
- Nanticoke
- Municipi de Wilkes-Barre
- Laurel Run
- Sugar Notch
- Dorrance
- Gran Pittston
- Wilkes-Barre
- Nanticoke
- Hannover
- Municipi de Fairview

##### Zones perifèriques
El límit de la regió pot ser de vegades poc clar, i aquestes comunitats de Lehigh Valley, Carbon County, Schuylkill County i Greater Hazleton (Comtat de Luzerne) cauen a la perifèria dels Poconos:
- Coaldale (comtat de Schuylkill)
- Pen Argyl (comtat de Northampton)
- Bangor (comtat de Northampton)
- Walnutport (comtat de Northampton)
- Macungie (comtat de Lehigh)
- Slatington (comtat de Lehigh)
- Tambors (comtat de Luzerne)
- Hazleton (comtat de Luzerne)
- West Hazleton (comtat de Luzerne)
- Aquashicola (comtat de Carbon)
- Andreas (comtats de Carbon i Schuylkill)
- Beaver Meadows (comtat de Carbon)
- Ashfield (comtat de Carbon)
- Bowmanstown (comtat de Carbon)
- Forest Inn (comtat de Carbon)
- Lansford (comtat de Carbon)
- Lehighton (comtat de Carbon)
- Nesquehoning (comtat de Carbon)
- Palmerton (comtat de Carbon)
- Parryville (comtat de Carbon)
- Portland (comtat de Northampton)
- Summit Hill (comtat de Carbon)
- Tamaqua (comtat de Schuylkill)
- Weissport (comtat de Carbon)

## Transport

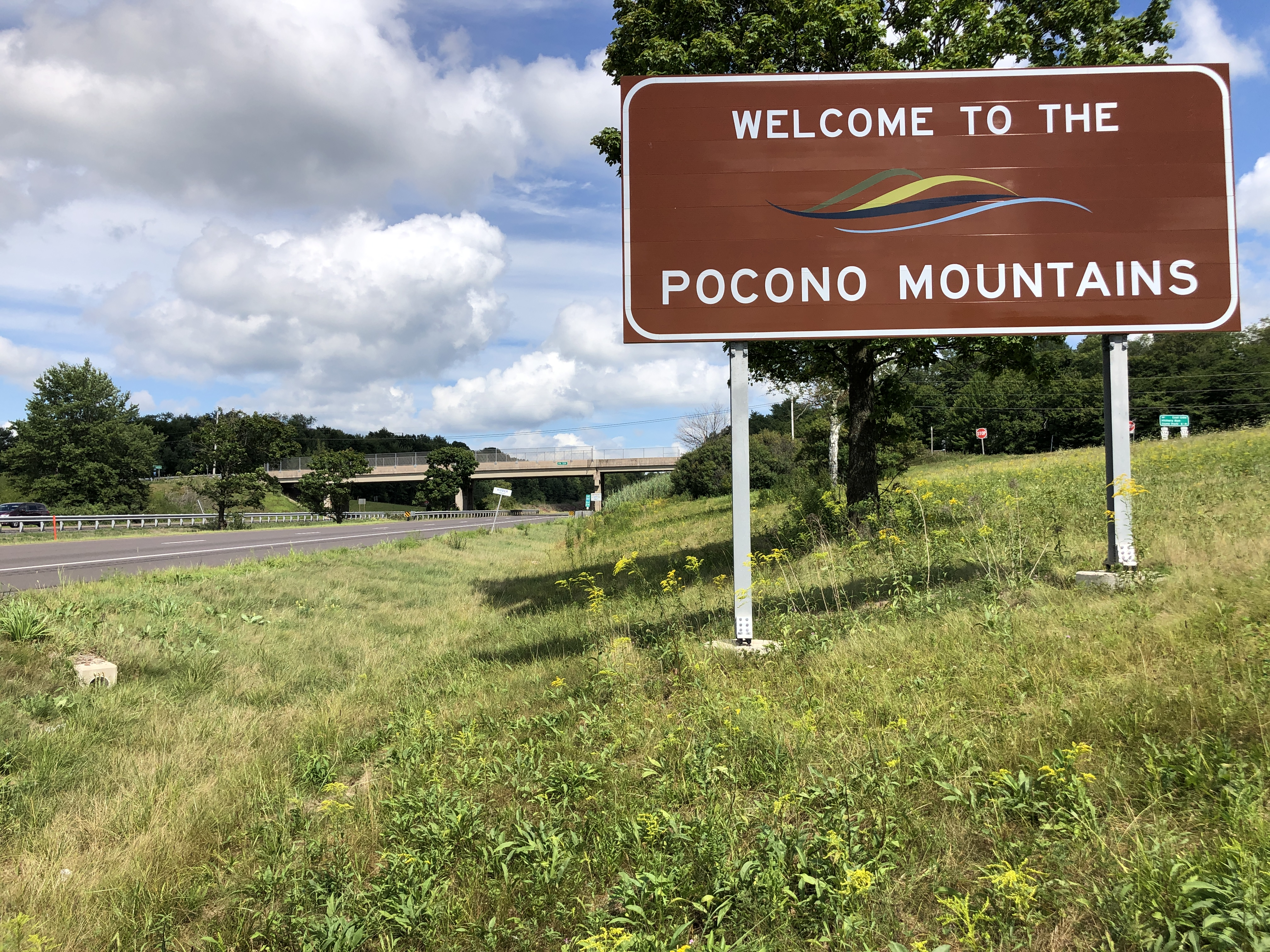
Senyal de transit a la I-80 en direcció est donant la benvinguda als automobilistes a les muntanyes Pocono

##### Carreteres
La regió de Poconos té moltes carreteres estatals. Les més utilitzades d'aquestes carreteres inclouen la Ruta de Pennsilvània 115, la Ruta de Pennsilvània 715, la Ruta de Pennsilvània 903 (designada en algunes zones com a Highway to Adventure a causa dels nombrosos llocs i centres turístics al llarg de la carretera), Pennsylvania Route 33, Pennsylvania Route 940, i Pennsylvania Route 611. Pennsylvania Route 309, una important ruta nord-sud que connecta el nord-est de Pennsilvània amb la regió de la vall de Delaware, passa per l'extrem occidental de la regió.